# Ibarama
Ibarama là một đô thị thuộc bang Rio Grande do Sul, Brasil. Đô thị này có diện tích 193,109 km², dân số năm 2007 là 4331 người, mật độ 22,43 người/km².